# Franklin County, Maine
Franklin County är ett administrativt område i delstaten Maine, USA.  Den administrativa huvudorten (county seat) är Farmington. Franklin är ett av sexton countyn i staten och ligger i den västra delen i Maine. År 2010 hade Franklin County 30 768 invånare. 

## Geografi
Enligt United States Census Bureau så har countyt en total area på 4 517 km². 4 398 km² av den arean är land och 119 km² är vatten. 

### Angränsande countyn
- Somerset County, Maine - nordöst
- Kennebec County, Maine - sydöst
- Androscoggin County, Maine - syd
- Oxford County, Maine - sydväst
- gränsar till Kanada i norr.